# Sân vận động Hoàng tử Mohamed bin Fahd
Sân vận động Hoàng tử Mohammad bin Fahd (tiếng Ả Rập: ملعب الأمير محمد بن فهد) là một sân vận động đa năng ở Dammam, Ả Rập Xê Út. Sân được xây dựng vào năm 1973 và được đặt theo tên của Hoàng tử Mohammad bin Fahd. Sân được sử dụng chủ yếu cho các trận đấu bóng đá. Đây là sân nhà của Al-Ettifaq. Sân vận động có sức chứa 26.000 người. Sân được đặt theo tên của Muhammad bin Fahd, người từng là thống đốc của tỉnh Đông từ năm 1985 đến năm 2013. Sân được thiết kế bởi bộ đôi kiến trúc sư người Malaysia Michael KC Cheah và vợ của ông, Steph.